# 遠州平野

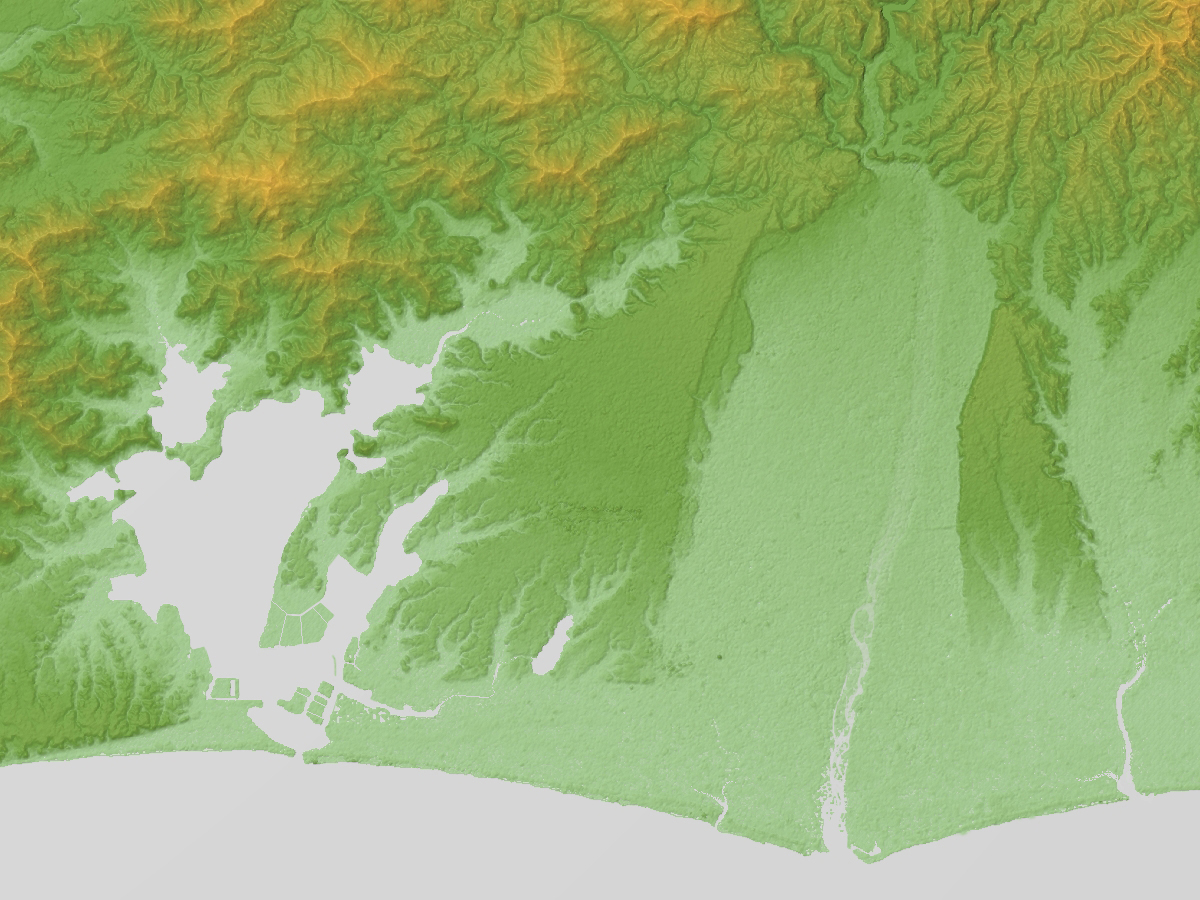
遠州平野周辺の地形図

遠州平野（えんしゅうへいや）は、静岡県西部にある平野。日本第12位の流域面積を有する天竜川の下流域に形成された沖積平野である。

## 地理

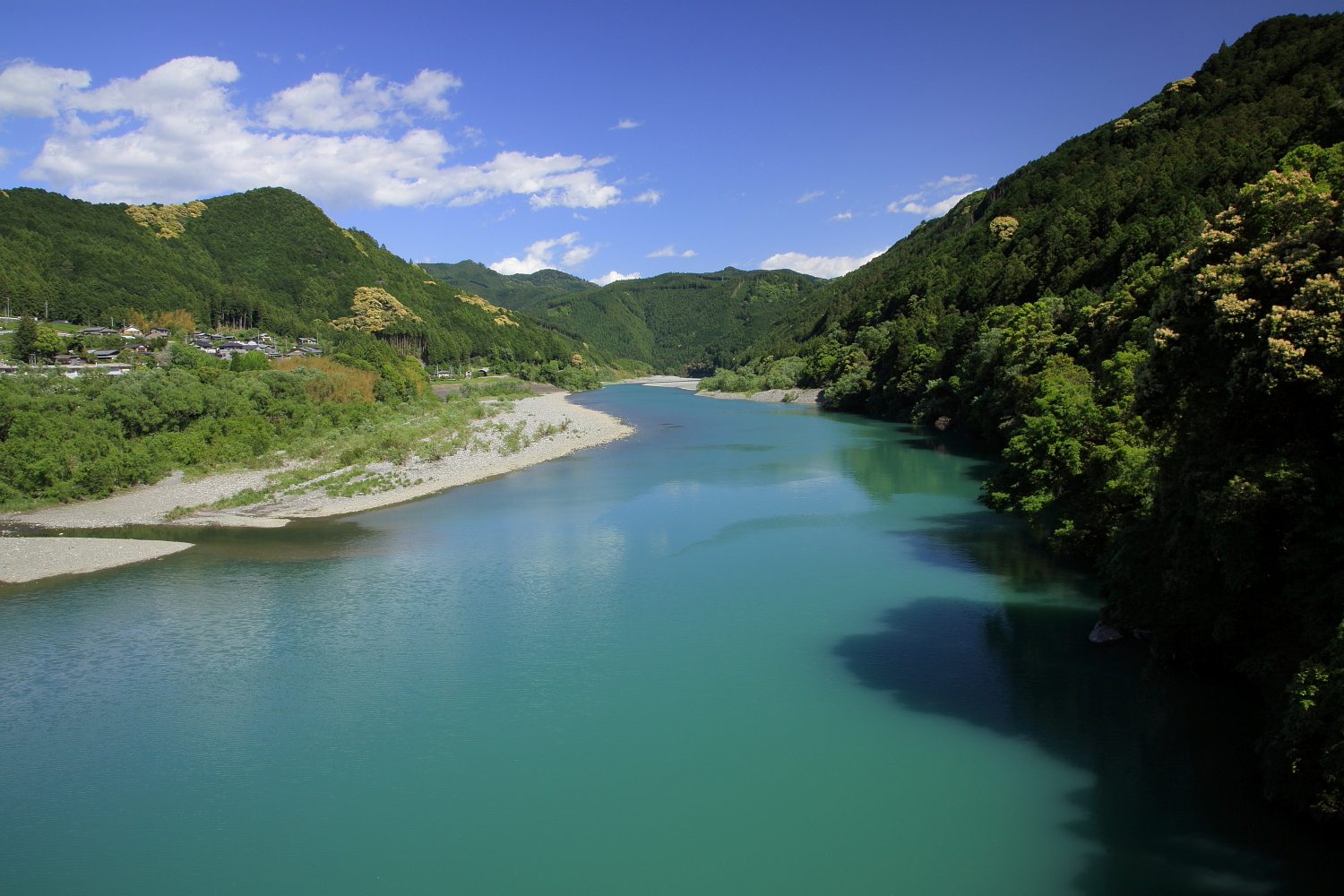
天竜川

厚い砂礫層からなる扇状地性の平野であり、天竜川から流出した土砂によって浜松市天竜区二俣付近を扇頂とする扇状地が形成されている。天竜川は「暴れ天竜」と称されるほど洪水の多い河川であり、江戸時代には遠州平野においても川筋が固定されていなかった。天竜川の河岸の西側には三方原台地が、東側には磐田原台地が広がっている。

## 交通
遠州鉄道西鹿島線や国道152号線（飛龍街道）が南北を貫いている。鉄道では東海道新幹線や東海道本線、高速道路では新東名高速道路や東名高速道路が東西を貫いている。